# Porchetus Salvaticus
Porchetus Salvaticus (bl. um 1315) war ein italienischer Kartäuser und theologischer Autor. Er stammte aus Genua. Gesichert ist seine Autorschaft für ein polemisches antijüdisches Buch, das 1520 in Paris von Agostino Giustiniani, Bischof von Nebbio, im Druck herausgegeben wurde:
Victoria Porcheti aduersus impios Hebręos, in qua tum ex sacris literis, tum ex dictis Talmud, ac Caballistarum, et aliorum omnium authorum, quos Hebręi recipiunt, monstratur veritas catholicę fidei.
„Sieg des Porchetus gegen die ungläubigen Juden, worin teils aus den heiligen Schriften, teils aus Worten des Talmud und der Kabbalisten und aller anderen Autoren, die bei den Juden in Geltung stehen, die Wahrheit des katholischen Glaubens gezeigt wird.“
Porchetus schöpfte darin zum Teil aus dem Werk Pugio Fidei adversus Mauros et Judaeos des Dominikaners Raymundus Martinus, hatte aber auch eigene Hebräischkenntnisse und Quelleneinsicht.
Den Titel Sieg übernahm er von einem jüdischen Werk antichristlicher Polemik, das kurz zuvor verfasst worden war, dem Sefer Nizzachon (ספר ניצחון – „Buch des Siegs“).
Ein Exemplar der Victoria Porcheti befand sich in der Bibliothek Martin Luthers und trägt eigenhändige Notizen von ihm. Eine umfangreiche Passage daraus, die eine jüdische Erzählung um Jesus von Nazaret und den Schem Hamphoras wiederzugeben beansprucht, stellte Luther in deutscher Übersetzung an den Anfang seiner antijüdischen Schrift Vom Schem Hamphoras (1543).
Weiterhin werden Porchetus ein philosophisches Werk De Entibus et Unis und mehrere Schriften zur (Kirchen-)Geschichte Genuas zugeschrieben.

## Werke
- Victoria Porcheti. Paris 1520 (Digitalisat)